# Ник Вуйчич
Николас Джеймс „Ник“ Вуйчич (на английски: Nick Vujicic) е австралийски евангелист и презентатор на мотивационни лекции.
Роден е със синдрома тетра амелия – рядко заболяване, характеризиращо се с липсата на четирите крайника. Като дете преминава както през душевни и емоционални страдания, така и през физически, но в крайна сметка се примирява с недъга си и на 17 години стартира своя собствена организация „Живот без крайници“. Вуйчич изнася мотивационни речи по целия свят, които се съсредоточават върху живота с увреждания, надеждата и откриването на смисъл в съществуването. Той още говори и за вярата си, че Бог може да върши делата си чрез всеки всеотдаен човек и че Бог е достатъчно велик, за да надмогне всеки недъг.
През 2005 г. Вуйчич е номиниран за „Млад австралиец“ на годината.